# Туринский судебный папирус

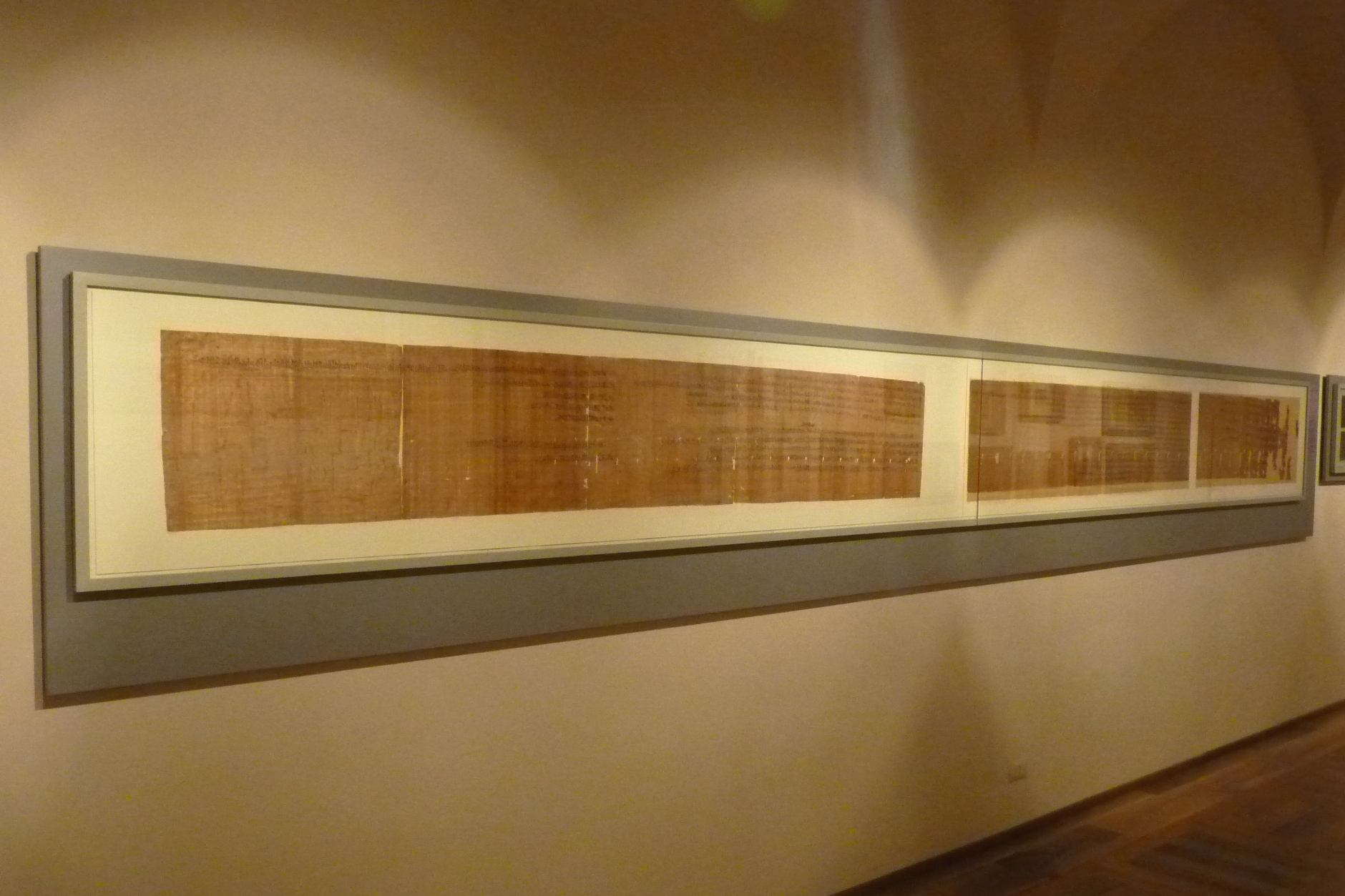
Туринский юридический папирус. Египетский музей Турина.

Туринский юридический папирус — древнеегипетский документ судебного разбирательства по делу об убийстве фараона Рамсеса III (XX династия), хранящийся в Египетском музее Турина. В основном содержит собранные обвинения и вердикт. Папирус размером 50,8 см разбит на 6 колонок. Исследован и опубликован впервые Ашилем Девериа в «Journal asiatique» (1865–1868).
К этому папирусу дополнением идут несколько документов, освещающие другие стороны расследования: папирус Рифо, папирус Ли, папирус Роллин. Папирус Роллин состоит из одной короткой, но подробной колонки и хранится в Национальной библиотеке Франции под № 1888. Папирус Ли состоит из двух колонок, впервые переведён в 1855 году Самуэлем Шарпом.

## Содержание
Повествование ведётся от имени убитого фараона или его духа, который обличает виновных, призывает их к ответу.
Второстепенная жена фараона Тия возглавила так называемый «заговор в гареме», чтобы посадить на трон в обход прочим наследникам своего сына царевича Пентаура. Организатором заговора выступил камергер Пабеккамон, ему помогали виночерпий Меседсура, служитель гарема Паник и писец из царского гарема Пендую.
Заговорщики поддерживали переписку с заинтересованными в свержении фараона военачальниками и надсмотрщиками рабочих. Среди них главный нубийский лучник Бонемвез (Бинемуасет), чья сестра жила в гареме. Он и высокопоставленный офицер Пасаи планировали поднять войска после убийства фараона, чтобы не допустить Рамсеса IV к власти. В Туринском папирусе сохранился призыв к мятежу:
«Поднимай людей! Подстрекай врагов восстать против своего господина!»
О заговоре стало известно, сообщники были схвачены, фараон назначил суд:
«…что касается того, что было совершено, и тех, кто совершил это, то пусть всё, что они совершили, падёт на их собственную голову, в то время как я охраняем и защищаем навеки, в то время как я в числе справедливых царей, находящихся перед Амоном-Ра, царём богов, и перед Осирисом, владыкой вечности».
Поскольку Осирис — бог мёртвых, заключительные слова фараона дают основания предполагать, что он не рассчитывает дожить до окончания суда, ожидая наступления смерти от нанесённого заговорщиками ранения в ближайшее время. Также в текстах он назван божественным — эпитетом, применяемым к покойным фараонам. Рамсес III скончался на 32-м году своего правления (3-й месяц шему, 15-й день). После его смерти на трон взошёл Рамсес IV.
Обвиняемых лишили права имени и называли «дурными именами», которые и сохранились в папирусе: Пабеккамон («Слепой слуга»), Меседсура («Ра его ненавидит»), «Пентаур, которого называли этим другим именем», Бонемвез («Мерзость в Фивах»).
Основная часть Туринского папируса» сконцентрирована на четырёх судебных заседаниях, где 28 виновных приговорены к смертной казни, а 10 — к самоубийству. Какое наказание понесла царица Тия, в документе не уточняется. Четвёртое судебное заседание вынесло приговор трём злоупотребившим своим положением судьям. Они совместно с некоторыми заговорщицами из гарема устроили попойку в доме одного из судей, уверенные в своей безнаказанности. Один был оправдан, четырём другим обвиняемым мужчинам отрезали носы и уши.
Также заговорщиков обвиняли в употреблении тёмной магии (папирус Ли, папирус Роллин). Они изготовляли «магические свитки для препятствования и устрашения», лепили «богов и людей из воска для ослабления тел».

Пентаура судьи приговорили к самоубийству.
«Они [судьи] нашли его виновным. Они оставили его на месте. Он умертвил себя сам».
За проступок его лишили должного погребального обряда и собственного имени, что также означает по древнеегипетским поверьям недоступность достойной загробной жизни.

## В культуре
История, изложенная в папирусе, используется в романе Томаса Манна "Иосиф и его братья". Время действия сдвинуто в прошлое - во времена XVIII династии, события связаны с неудавшимся покушением на жизнь Аменхотепа III. Меседсура и Бонемвез (в русском издании романа - Бин-эм-Уазе) - это и есть египетские вельможи, которые сидят в темнице вместе с Иосифом, и которым он толкует их сны.